# Derivacije mokraćnog puta
Derivacije mokraćnog puta podrazumevaju hiruršku resekciju jednog dela mokraćnog puta i njegovo završavanje nefiziološkim, veštački stvorenim otvorima. Derivacije mogu biti privremene (nefrostomija, ureterokutaneostomija, cistostomija) ili trajne.

## Anatomija mokraćnog trakta
Mokraćni trakt  se sastoji od dva bubrega, dva mokraćovoda, mokraćne bešike i mokraćne cevi. Bubrezi filtriraju krv i uklanjaju vodu i otpadne produkte preko mokraće. Mokraća putuje od bubrega do bešike kroz dve cevi koje se nazivaju mokraćovodi i skladišti se u mokraćnoj bešici. Zatim se kreće kroz mokraćnu cev da bi se izbacila iz tela tokom akta mokrienja.
Kada se mokraćna bešika ukloni, mokraća bi trebalo da se skladišti i eliminiše iz tela na novi način, preusmeravanjem toka mokraće, preko nekoliko metoda mokraćnog skretanja, načinjenog od dela creva koje se hirurški pretvara u:
- rezervoar za skladištenje mokraće (kao normalna bešika).[2]
- prolaznu cev za izlazak mokraće iz tela,

## Istorija
U početcima primene derivacije mokraćnog puta  jedina metoda bila je ureterosigmoidostomija po Coffey-u, koja je danas napuštena zbog evidentnih ranih i kasnih komplikacija, koje su izazvane direktnim kontaktom mokraćnog puta s fekalnim sadržajem. Zbog toga se između puteva za izbacivanje mokraće i izmeta umeće segment tankog creva. 

## Metode
Danas u uporabi ove kontinentne derivacije:
- Ilealna neobešična derivacija po Studeru i Hautmannu, koja spada u najčešću urinarnu supstituciju mokraćne cevi sa segmentom ileuma.
- Kontinentni rezervoari nastali kombinovanom upotrebom tankog i debelog creva kao što su Mainz pouch I, II i III.

### Privremene derivacije
Privremene derivacije se uobičajeno rade kao prvi akt kod oštećenog  ili opstruiranog mokraćnog puta u cilju oporavka bubrežne funkcije, odnosno prevencije opstruktivne uropatije i njenih posljedica.  

### Trajne derivacije
Po oporavku rade se neki drugi rekonstrukcijski zahvat kao definitivno (trajno) hirurško zbrinjavanje. Trajne derivacije  se dela na:
- Spoljašnje derivacije (preko koža)

- Unutarnje derivacije (preko intestinalnog trakta)

### Faktori koji utiču na izbor metode
Faktori koji utiču na izbor metode derivacije mogu biti:
Objektivni faktori - biološka starost, bubrežna funkcija, prognoza osnovne bolesti i opće tjelesno stanje.
Subjektivni faktori - motivacija, prilagodljivost i socijalna potpora okoline.

## Prednosti i mane skretanja neobešike u mokraćnu cev
Prednosti skretanja neobešike u mokraćnu cev su:
- Proces mokrenja najviše odgovara normalnom aktu mokrenja.

- Stoma nije potrebna.

Nedostaci skretanja neobešike u mokraćnu cev su:
- Trajanje hirurše intervencije nešto je duže od postupka odvođenja mokraće kroz ilealni kanal.

- Dok se uči kako da reguliše mokrenjee urinarna inkontinencija (curenje mokraće) je normalna pojava nakon operacije, ali može trajati i do šest meseci.[2]

- Оko 20% pacijenati sa ovom diverzijom doživljava inkontinenciju tokom noći, a 5% do 10%  ima inkontinenciju tokom dana i mora da nosi uložak.

## Prognoza
Nakon rekonstrukcije i preusmeravanja mokraće, potrebno je jedan do dva meseca da se pacijent oporavi i povratiti snagu, kako bi se vratio svom ranijem načinu života.
Uprkos dobro izvedenoj operaciji, neki pacijenti možda neće moći dobro da isprazne bešiku i moraće da sprovode povremenu kateterizaciju na svaka četiri sata tokom dužeg vremenskog perioda nakon operacije, a možda i trajno.

## Spoljašnje veze
|  | Molimo Vas, obratite pažnju na važno upozorenje u vezi sa temama iz oblasti medicine (zdravlja). |